# Селище (Тихвинский район)
Селище — деревня в Шугозёрском сельском поселении Тихвинского района Ленинградской области.

## История
СЕЛИЩЕ — деревня Паншинского общества, прихода Пашеозёрского погоста.

Крестьянских дворов — 7. Строений — 24, в том числе жилых — 8. Две водяных мельницы.

Число жителей по семейным спискам 1879 г.: 24 м. п., 21 ж. п.; по приходским сведениям 1879 г.: 21 м. п., 25 ж. п.

В конце XIX — начале XX века деревня административно относилась к Лукинской волости 2-го земского участка 2-го стана Тихвинского уезда Новгородской губернии.

СЕЛИЩЕ — деревня Паншинского общества, дворов — 12, жилых домов — 14, число жителей: 37 м. п., 49 ж. п. 

Занятия жителей — земледелие, лесные заработки. Часовня. (1910 год)

По сведениям на 1 января 1913 года в деревне было 105 жителей из них детей в возрасте от 8 до 11 лет — 8 человек.
С 1917 по 1918 год деревня входила в состав Лукинской волости Тихвинского уезда Новгородской губернии. 
С 1918 года в составе Череповецкой губернии.
С 1927 года в составе Макарьинского сельсовета Капшинского района.
С 1928 года в составе Пяльинского сельсовета.
Согласно карте Ленинградской области Северо-западного аэрогеодезического треста ГГУ издания 1932 года деревня насчитывала 10 крестьянских дворов. В деревне находились шесть мукомольных водяных мельниц:
| Внешние изображения | Внешние изображения               |
| ------------------- | --------------------------------- |
|                     | Деревня Селище на карте 1932 года |

По данным 1933 года деревня Селище входила в состав Пяльинского сельсовета Капшинского района Ленинградской области.
В 1950 году население деревни составляло 113 человек.
В 1958 году население деревни составляло 100 человек.
С 1963 года в составе Тихвинского района.
По данным 1966 и 1973 годов деревня Селище также входила в состав Пяльинского сельсовета.
По данным 1990 года деревня Селище входила в состав Шугозёрского сельсовета.
В 1997 году в деревне Селище Шугозёрской волости проживали 14 человек, в 2002 году — 11 человек (все русские).
В 2007 году в деревне Селище Шугозёрского СП проживали 10 человек, в 2010 году — 7.

## География
Деревня расположена в северо-восточной части района на автодороге 41К-921 (Андронниково — Селище).
Расстояние до административного центра поселения — 20 км.
Расстояние до ближайшей железнодорожной станции Тихвин — 85 км.
Деревня находится на левом берегу реки Урья.

## Демография
| 2007 | 2010 | 2017 |
| ---- | ---- | ---- |
| 10   | ↘7   | ↘6   |

### Национальный состав
Согласно данным Всероссийской переписи населения 2021 года в деревне проживали 6 человек, все русские.

## Улицы
Берёзовая.